# Lidia molesta
Lidia molesta là một loài nhện trong họ Linyphiidae.
Loài này thuộc chi Lidia. Lidia molesta được Andrei V. Tanasevitch miêu tả năm 1989.